# Феб Левен

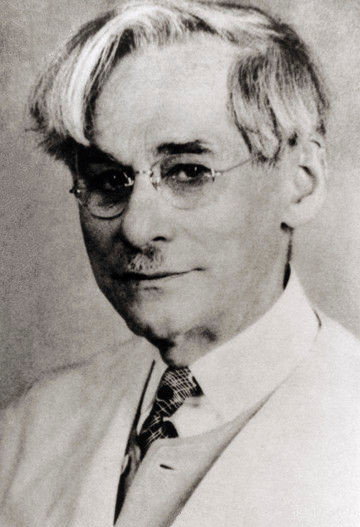
Феб Левен

Феб Аарон Теодор Левен (народився 25 лютого 1869 р. у Жагаре, помер 6 вересня 1940 р. у Нью-Йорку )  – американський біохімік із родини російських / литовських євреїв, один із перших дослідників нуклеїнових кислот . Відкрив структуру ДНК і РНК .

## Біографія
Фішель Левін   народився в Сагорі, Росія    (нині Жагаре в Литві  ), є другим з восьми дітей Солома Левіна та Етти, уродженої Брік   . Коли йому було два  або чотири  роки, родина разом з ним переїхала до Санкт-Петербурга . Навчався в місцевій класичній гімназії та в Імператорській військово-медичній академії . Його вчителями були Олександр Бородін, Іван Павлов та Олександр Діянін, у лабораторії яких він провів свої перші дослідження. У 1891 році родина  Левін вирішила емігрувати з Росії і  прибула в США 4 липня 1891 року, де оселилася в Нью-Йорку . Левіну довелось ненадовго повернутись до  Петербурга, щоб завершити перерване навчання, але в березні 1892 р. він вже назавжди оселився в Нью-Йорку. Невдовзі склав відповідні іспити й отримав право на практику лікаря; практикувався в Нижньому Іст-Сайді до 1896 року.
Згодом вирішив зайнятися науковою діяльністю. Він проводив дослідження в лабораторії John Green Curtis John Green Curtis в College of Physicians and Surgeons of Columbia University  . Він також розпочав додаткове навчання в Fu Foundation School of Engineering and Applied Science. Він виїжджав для роботи до Європи як запрошений вчений і працював у лабораторіях Едмунда Дрекзеля у Берні, Еміль Фішер у Берліні та Альбрехт Коссель у Марбурзі . У 1896 році він влаштувався на роботу в нещодавно створений Патологічний інститут госпіталів штату Нью-Йорк, який очолив Іра ван Гісон . У 1905 році його запросили в інший новий науковий підрозділ – Рокфеллерівський інститут медичних досліджень, де він працював до кінця життя.
Мав широкі наукові інтереси: хімія жирів, білків та амінокислот, ферментів, нуклеопротеїнів, нуклеїнових кислот, глікопротеїнів, вуглеводів та їх похідних, напр. аміноцукри, цукрофосфати та уронові кислоти . Він також вивчав стереохімію природних продуктів.
В області нуклеїнових кислот він розробив нові методи їх виділення, виявив відмінності між ДНК і РНК і встановив, що вони складаються з дезоксирибози / рибози, нуклеооснови і залишку фосфату, що зв'язує залишки цукру. Йому належать назви «нуклеозид», «нуклеотид», «полінуклеотид», «рибонуклеїнова кислота» та «дезоксирибонуклеїнова кислота»  .
У 1931 році він був нагороджений медаллю Вілларда Ґіббза, нагороджена Чиказькою секцією Американського хімічного товариства, а в 1938 році Нью-Йоркська секція цього товариства нагородила його медаллю Вільяма Ніколса .

## Виноски
1. ↑  , David E. Newton, "DNA Technology. A Reference Handbook"
2. 1 2  Шаблон:Encyklopedia Britannica
3. 1 2 3  , Donald D. Van Slyke, Walter A. Jacobs, "Phoebus Aaron Theodor Levene. 1869-1940"
4. 1 2 3  , R. Stuart Tipson, "Phoebus Aaron Theodor Levene. 1869–1940"
5. ↑  7, Eugenio Frixione, Lourdes Ruiz-Zamarripa, "The “scientific catastrophe” in nucleic acids research that boosted molecular biology"